# Pentaspadon velutinus
Pentaspadon velutinus är en sumakväxtart som beskrevs av Joseph Dalton Hooker. Pentaspadon velutinus ingår i släktet Pentaspadon och familjen sumakväxter. Inga underarter finns listade i Catalogue of Life.